# Alaksandr Kulinkowicz
Alaksandr Michajławicz Kulinkowicz (biał. Аляксандр Міхайлавіч Кулінковіч, ros. Александр Михайлович Куллинкович, Aleksandr Michajłowicz Kullinkowicz; pseudonim: KuLLinkowicz; ur. 18 maja 1972 w Smolewiczach, zm. 3 sierpnia 2018 w Mińsku) – białoruski muzyk punk rockowy, wokalista, autor muzyki i tekstów.

## Życiorys
Urodził się 18 maja 1972 roku w Smolewiczach, w Białoruskiej SRR, ZSRR. W wieku 5 lat przeprowadził się do Mińska. Ukończył Technikum nr 23, uzyskując specjalność hydraulika. Pół roku studiował na Wydziale Dziennikarstwa Białoruskiego Uniwersytetu Państwowego. 17 lipca 1989 roku razem z Hienadziem Alejniczykiem założył grupę muzyczną Neuro Dubel, w której występował do swojej śmierci. Współpracował również z zespołem Krambambula.
Alaksandr Kulinkowicz był autorem tekstów piosenek. Początkowo tworzył w języku rosyjskim, później także białoruskim. Do najbardziej znanych piosenek jego autorstwa należą: Kanikuły z Cziczolinoj, Pietrowa, podaj wody, Rezynowyj dom, Guzik, Żyćcio.

## Występy
Alaksandr Kulinkowicz wraz z zespołem Neuro Dubel, oprócz licznych występów na Białorusi, brał udział w trasach koncertowych po Polsce i Federacji Rosyjskiej, a także w festiwalach „Bałtijskij Bierieg” w Petersburgu (1998) i „Basowiszcza” w Gródku (2006, 2007, 2008). W 2006 roku wystąpił na koncercie „Solidarni z Białorusią” w Warszawie.

## Życie prywatne
8 maja 1999 roku Alaksandr Kulinkowicz wziął ślub. 6 lutego 2000 roku urodził mu się syn Alaksandr. Muzyk był nałogowym palaczem.

## Nagrody
- Rok-karony w kategorii Za najlepszą interpretację przeboju estradowego za utwór pt. Zdrawstwuj, czużaja miłaja (1996);
- Najlepszy klip za wideoklip do utworu Ochotnik i saigak (1998);
- Rok-karona 1998 i Album roku za album Worsinki i katyszki (1999);
- Rok-karona 2004–05 w kategorii Album roku za album Tanki[5].